# 沃梅库尔
沃梅库尔（法語：Vomécourt，法語發音：[vɔmekuʁ] ⓘ）是法国大東部大區孚日省的一个市镇，属于埃皮纳勒区。

## 地理
沃梅库尔（48°18'30"N, 6°36'47"E）面积7.03 平方千米，位于法国大東部大區孚日省，该省份为法国东北部内陆省份，北起默兹省和默尔特-摩泽尔省，西接上马恩省，南至上索恩省和贝尔福地区省，东临上莱茵省和下莱茵省。
与沃梅库尔接壤的市镇（或旧市镇、城区）包括：比尔特、朗贝维莱、罗蒙、圣戈尔贡、圣埃莱娜。

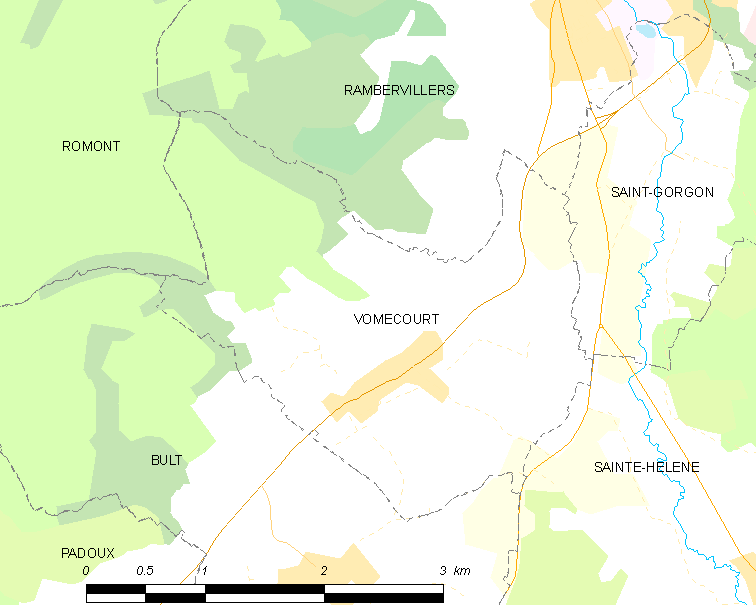
沃梅库尔的OSM定位图

沃梅库尔的时区为UTC+01:00、UTC+02:00（夏令时）。

## 行政
沃梅库尔的邮政编码为88700，INSEE市镇编码为88521。

## 政治
沃梅库尔所属的省级选区为沙尔姆县。

## 人口

1962-2008年间沃梅库尔人口变化图示

沃梅库尔于2022年1月1日时的人口数量为258人。